# Reinhard Buxel

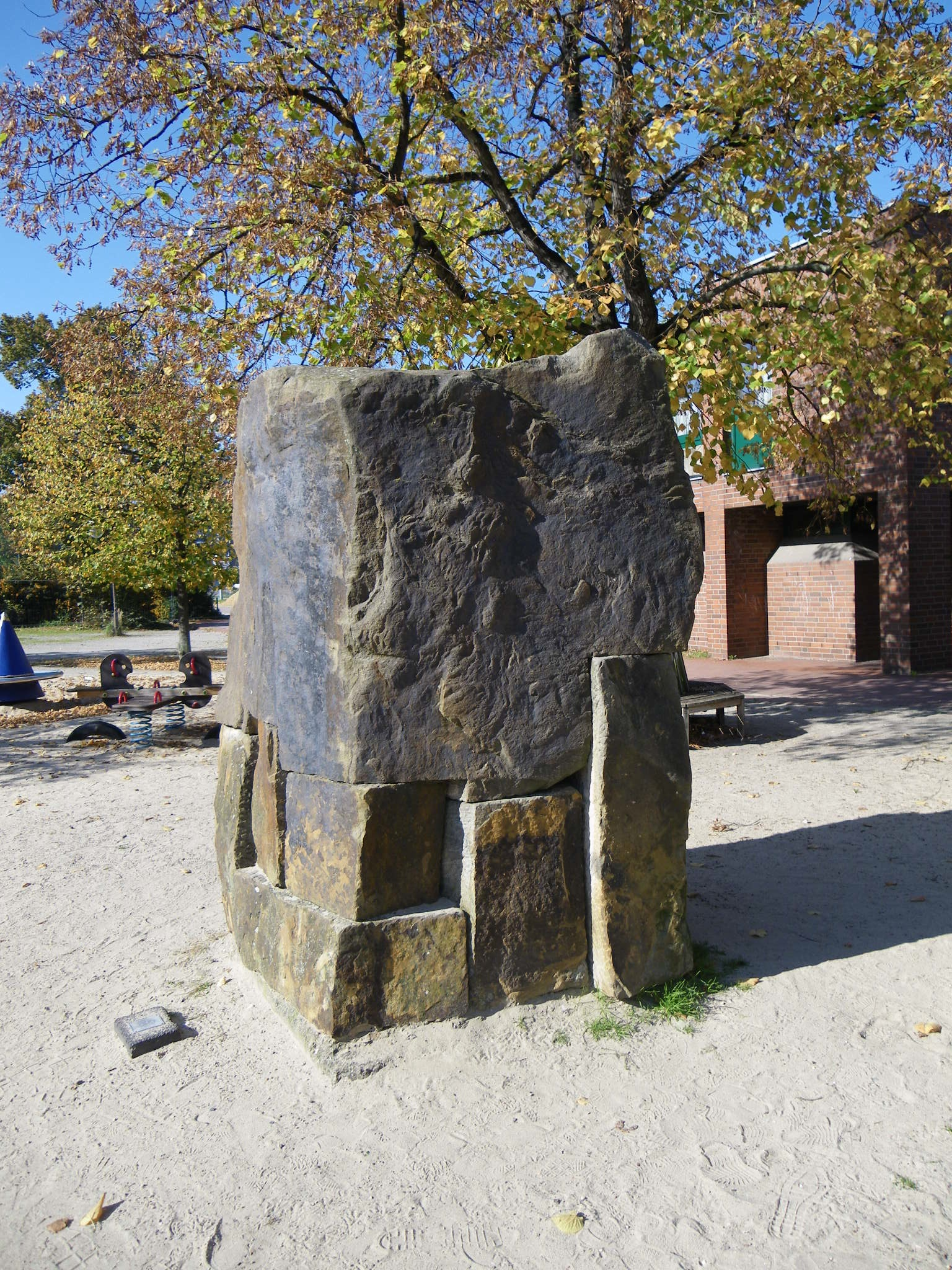
Quader (1987), Langenhagen

Reinhard Buxel (* 1953 in Amshausen, Kreis Gütersloh; † 3. August 2016 in Paderborn) war ein deutscher Bildhauer.

## Leben
Buxel studierte von 1981 bis 1987 Bildhauerei an der Hochschule für Bildende Künste Braunschweig,
ab 1987 als Meisterschüler bei Emil Cimiotti.
Seit 1983 nahm Buxel an zahlreichen Bildhauersymposien teil, darunter solchen in Frankreich und Japan.
In den Jahren von 1987 bis 2001 lehrte Buxel Steinbildhauerei an der Hochschule für Bildende Künste in Braunschweig.
Buxel lebte und arbeitete in Salzkotten (Kreis Paderborn).

## Werk
Auf den ersten Blick erinnern Buxels Skulpturen an prähistorische, kultische Steinformationen, der zweite Blick offenbart das rationale Konzept: Stets sind sie präzise aus Steinblöcken zusammengefügt, die Buxel aus einzelnen, vorgefundenen Steine auswählt. Er bearbeitet sie in wenigen, klaren Schnitten so, dass sich später alle Steine zu der vom Bildhauer konzipierten Form zusammenfügen. Es ist damit bei Buxel gerade umgekehrt als bei den Skulpturen von Ulrich Rückriem, der vom Ganzen ausgeht, es teilt bzw. zerschneidet und die Teile zum Schluss wieder zum Ganzen zusammenfügt.
Ihre Spannung beziehen die Skulpturen von Buxel dabei aus dem Zusammenspiel der steinernen Einzelteile zu einem einheitlichen Ausdruck hin, der meist auf Elementares verweist wie etwa einen Tisch, ein Tor oder einen Würfel. Verstärkt wird diese Wirkung dadurch, dass die vom Künstler bearbeiteten Seiten der Steinblöcke vor allem nach innen weisen, ja zum Teil nach dem Zusammenfügen für den Betrachter gar nicht mehr sichtbar sind, während Buxel die individuellen Außenseiten der Steinblöcke weitgehend unbearbeitet lässt.
„Das Handwerkliche ist als ein wichtiger Bestandteil dieser künstlerischen Arbeit zu erkennen und anzuerkennen, aber doch in dem unzugänglichen Innern der Plastik buchstäblich eingeschlossen, während nach außen hin Bruchflächen dominieren. So entsteht trotz der Schwere und Größe der Plastiken der Eindruck von Balanceakten zwischen Natur und Geist. Die Natur ist eingebunden in ein künstlerisches Konzept, das ihr nicht die Stimme raubt, aber eine neue Eigenständigkeit jenseits aller Zufälligkeiten gibt“ (Lothar Romain, 1989).

## Auszeichnungen
- 1986 Rudolf Wilke Preis der Stadt Braunschweig
- 1989 Niedersächsisches Künstlerstipendium
- 1989 Bernhard Sprengel Preis für Bildende Kunst

## Ausstellungen (Auswahl)
Bei den mit «E» gekennzeichneten Ausstellungen handelt es sich um Einzelausstellungen.
- 1984 Haus Neuland, Sennestadt
- 1984 Neue Darmstädter Sezession
- 1986/87 Reinhard Buxel – Skulpturen, Kulturamt der Stadt BraunschweigE
- 1989 Sprengel Museum HannoverE
- 2000 Stichting De Amsteltuin, AmsterdamE
- 2007 Kunstverein Gütersloh im Kreishaus, GüterslohE
- 2010 Städtische Galerie, Halle / WestfalenE
- 2011 Skulpturen im Park, Mörfelden-Walldorf[1]
- 2011 Reinhard Buxel: Gefügte Räume im gefügten Fels – Steinskulpturen. Katholische Akademie SchwerteE[2]
- 2016 Theologische Fakultät PaderbornE[3]
- 2016 Kunstverein Gästezimmer, Stuttgart (mit Shinroku Shimokawa)
- 2016 Stadtmuseum BeckumE
- 2022 Städtische Galerie in der Reithalle, PaderbornE,[4]

## Arbeiten im öffentlichen Raum (Auswahl)
Insbesondere jene von Buxels Arbeiten, die auf Bildhauersymposien oder auf öffentliche Ausschreibungen zurückgehen, können als Kunst im öffentlichen Raum von jedermann jederzeit in Augenschein genommen werden.
- 1985 Kopf. Sandstein, 2 × 2,3 × 3,6 m. Standort: Marktplatz Jürgenohl, Goslar[5]
- 1986 Würfel. Sandstein, 2,3 × 2,3 × 2,3 m. Standort: Insel im Salzgittersee, Salzgitter[6]
- 1987 Quader. Sandstein, 2,10 × 1,25 × 1,30 m, anlässlich des II. Bildhauersymposiums Langenhagen. Standort: Marktplatz, Langenhagen
- 1988 Tisch. Sandstein, 0,78 × 3,6 × 1,9 m. Standort: am Ufer der Vechte, zwischen Nordhorn und Frenswegen[7]
- 1988 Tisch. Sandstein, 0,8 × 3,4 × 3,6 m. Standort: Ägidienmarkt, Braunschweig
- 1989 Zeichen. Sandstein, 2,23 × 4,66 × 0,55 m. Standort: Neuerkerode
- 1989 Tor. Sandstein, 2,54 × 3,2 × 1,32 m. Standort: Sculpture Campus Lutz Teutloff at Brock University, St. Catherines, Ontario, Kanada[8]
- 1991 Terrassen. Sandstein, 3,24 × 0,91 × 4,03 m. Standort: Wolfsburg[9]
- 1992 Tobi Ishi. 3 + 5 + 7 Steine, Granit, 45 m lang (Paviment 90 m). Standort: Muraoka, Präfektur Hyogo, Japan
- 1993 Steg. Sandstein, 1,2 × 1,52 × 8,56 m. Standort: Paderauen, Paderborn[10]
- 1995 Felsweg. Anröchter Grünstein. Standort: Mosbach
- 2000 Für die großen und die kleinen Kinder. Granit, ca. 0,80 m hoch. Standort: Cerisy la Foret, Normandie, Frankreich